# Mammifrontia
Mammifrontia là một chi bướm đêm thuộc họ Noctuidae.

## Loài
- Mammifrontia leucania Barnes & Benjamin, 1922
- Mammifrontia rileyi Benjamin, 1936
- Mammifrontia sarae Mustelin, 2006